# علي باشا الروبي (قرية)
قرية على باشا الروبى هي إحدى القرى التابعة لمركز يوسف الصديق في محافظة الفيوم في جمهورية مصر العربية. حسب إحصاءات سنة 2006، بلغ إجمالي السكان في على باشا الروبى 3820 نسمة، منهم 1943 رجل و1877 امرأة.